# Эстиарте, Мануэль
Мануэ́ль (Мане́ль) Эстиа́рте Дуокасте́лья (исп. Manuel Estiarte Duocastella; 26 сентября 1961, Манреса, Барселона, Испания) — испанский ватерполист, олимпийский чемпион 1996 года и чемпион мира 1998 года. Считается лучшим игроком в истории водного поло, семь лет подряд избирался лучшим ватерполистом мира (1986, 1987, 1988, 1989, 1990, 1991 и 1992). Член МОК с 2000 по 2004 год. Признан лучшим спортсменом Каталонии XX века, в 2001 году был награждён премией принца Астурийского в области спорта.

## Биография
Родился 26 октября 1961 года в Манресе.
Первоначально занимался только плаванием и успешно прогрессировал, занимая призовые места на детских соревнованиях между клубами. В 12 лет он начал играть за детскую ватерпольную команду Манресы, совмещая ватерполо с тренировками по плаванию, а через год, выбирая между плаванием и водным поло, Эстиарте сделал выбор в пользу последнего.
В 1976 году Мануэль Эстиарте впервые выступил в составе испанской молодежной сборной на турнире в Сардинии, а затем участвовал в турнире в Амстердаме. В составе основной национальной сборной по водному поло он дебютировал в 1977 году на Чемпионате Европы в Йёнчёпинге.
В 1980 году, в возрасте 19 лет, он принял участие в Олимпийских играх в Москве, на которых Испания заняла 4-е место, а Эстиарте стал лучшим бомбардиром турнира. Титул лучшего бомбардира он получал на 13 чемпионатах, включая четыре Олимпиады (1980, 1984, 1988, 1992). Всего Эстиарте участвовал в шести Олимпиадах: 1980, 1984, 1988, 1992, 1996 и 2000; кроме него, среди представителей командных игровых видов спорта этим достижением обладает только финский хоккеист Раймо Хелминен.
В 1984 году, после участия в Олимпийских играх в Лос-Анджелесе, Эстиарте переехал в Италию после подписания контракта с итальянским клубом «Пескара». В 1991 году, за год до Олимпийских игр в Барселоне, Эстиарте вернулся в Испанию, перейдя в клуб Каталуния, чтобы иметь возможность готовиться к олимпиаде вместе с национальной сборной. На Олимпийских играх 1992 года испанская команда успешно дошла до финала, но борьбу за олимпийское золото проиграла, уступив сборной Италии.
Спустя четыре года Эстиарте выиграл золотую медаль на Олимпийских играх в Атланте, после того как испанская ватерпольная сборная победила в финале сборную Хорватии, а в 1998 году он завоевал золото на чемпионате мира в Перте.
В 2000 году Эстиарте был знаменосцем сборной Испании на Олимпийских играх в Сиднее. После окончания олимпиады, на которой испанская ватерпольная сборная заняла 4-е место, он завершил свою спортивную карьеру, однако, оставив водное поло как игрок, Эстиарте не ушёл из этого спорта окончательно и в течение одного сезона (2001/2002) занимал пост президента «Пескары», своего бывшего клуба.
Всего в составе испанской сборной по водному поло Эстиарте выступал 578 раз, и за свою спортивную карьеру он забил 1561 гол, включая 127 голов, забитых на Олимпийских играх.
В 2001 году Мануэль Эстиарте был награждён премией принца Астурийского в области спорта, а в 2010 году он был избран для вручения этой награды игрокам испанской футбольной сборной.
В июле 2008 года Эстиарте занял должность директора по внешним отношениям в футбольном клубе «Барселона».
В 2009 году он опубликовал автобиографию «Все мои братья» (исп. Todos Mis Hermanos).
Летом 2013 года Эстиарте перешёл в футбольный клуб футбольный клуб «Бавария» вслед за своим другом Пепом Гвардиолой, занявшим там должность главного тренера.

## Клубы
- Манреса (1975—1979) (Испания)
- Барселона (1979—1985) (Испания)
- Пескара (1985—1989) (Италия)
- Рари Нантес Савона (1989—1991) (Италия)
- Каталуния (1991—1992) (Испания)
- Пескара (1992—1994) (Италия)
- Вольтурно (1994—1995) (Италия)
- Пескара (1995—1999) (Италия)
- Атлетик-Барселонета (1999—2000) (Испания)

## Награды и достижения

### На клубном уровне
- Кубок Европы: 2 (1982, 1988)
- Кубок LEN: 1 (1996)
- Кубок Кубков LEN: 3 (1992, 1993, 1994)
- Лига Испании: 5 (1980, 1981, 1982, 1983, 1992)
- Лига Италии: 4 (1987, 1991, 1997, 1998)
- Кубок Испании: 1 (1992)
- Кубок Италии: 5 (1986, 1989, 1990, 1991, 1998)
- Суперкубок Европы: 4 (1982, 1988, 1992, 1993)
- Кубок Короля: 2 (1992, 2000)

### На национальном уровне
Олимпийские игры:
- Золото (1996)
- Серебро (1992)
- 4 место (1980, 1984, 2000)
- 6 место (1988)

Чемпионат мира:
- Золото (1998)
- Серебро (1991, 1994)

Чемпионат Европы:
- Серебро (1991)
- Бронза (1993)
- 5 место (1995, 1997)
- 6 место (1999)

Кубок мира:
- Бронза (1985, 1991, 1999)

Кубок Европы:
- Бронза (1985, 1991)

### Голы на Олимпийских играх
Мануэлю Эстиарте принадлежит абсолютный рекорд по количеству мячей, забитых на олимпийских соревнованиях по водному поло, — 127.
(Бледно-жёлтым цветом в таблице отмечены результаты тех Олимпийских игр, на которых Эстиарте становился лучшим бомбардиром.)
| Олимпийские игры       | Стадия            | Дата             | Матч                              | ГЗ | ГТ | ВГ  |
| ---------------------- | ----------------- | ---------------- | --------------------------------- | -- | -- | --- |
| 1980 Москва            | Группа B          | 20 июля 1980     | Швеция 3 : 7 Испания              | 4  | 21 | 127 |
| 1980 Москва            | Группа B          | 21 июля 1980     | СССР 4 : 3 Испания                | 1  | 21 | 127 |
| 1980 Москва            | Группа B          | 22 июля 1980     | Испания 5 : 4 Италия              | 2  | 21 | 127 |
| 1980 Москва            | Финал 1-6 места   | 24 июля 1980     | Нидерланды 5 : 6 Испания          | 3  | 21 | 127 |
| 1980 Москва            | Финал 1-6 места   | 25 июля 1980     | СССР 6 : 2 Испания                | 0  | 21 | 127 |
| 1980 Москва            | Финал 1-6 места   | 26 июля 1980     | Венгрия 6 : 5 Испания             | 3  | 21 | 127 |
| 1980 Москва            | Финал 1-6 места   | 28 июля 1980     | Испания 6 : 7 Югославия           | 3  | 21 | 127 |
| 1980 Москва            | Финал 1-6 места   | 29 июля 1980     | Испания 9 : 7 Куба                | 5  | 21 | 127 |
| 1984 Лос-Анджелес      | Группа B          | 1 августа 1984   | Испания 19 : 12 Бразилия          | 9  | 34 | 127 |
| 1984 Лос-Анджелес      | Группа B          | 2 августа 1984   | Испания 12 : 9 Греция             | 6  | 34 | 127 |
| 1984 Лос-Анджелес      | Группа B          | 3 августа 1984   | США 10 : 8 Испания                | 4  | 34 | 127 |
| 1984 Лос-Анджелес      | Финал 1-6 места   | 6 августа 1984   | ФРГ 8 : 8 Испания                 | 4  | 34 | 127 |
| 1984 Лос-Анджелес      | Финал 1-6 места   | 7 августа 1984   | Испания 8 : 4 Нидерланды          | 4  | 34 | 127 |
| 1984 Лос-Анджелес      | Финал 1-6 места   | 9 августа 1984   | Югославия 14 : 8 Испания          | 2  | 34 | 127 |
| 1984 Лос-Анджелес      | Финал 1-6 места   | 10 августа 1984  | Испания 10 : 10 Австралия         | 5  | 34 | 127 |
| 1988 Сеул              | Группа B          | 21 сентября 1988 | Испания 13 : 6 Китай              | 6  | 27 | 127 |
| 1988 Сеул              | Группа B          | 22 сентября 1988 | Испания 9 : 7 США                 | 2  | 27 | 127 |
| 1988 Сеул              | Группа B          | 23 сентября 1988 | Венгрия 6 : 6 Испания             | 2  | 27 | 127 |
| 1988 Сеул              | Группа B          | 26 сентября 1988 | Югославия 10 : 8 Испания          | 3  | 27 | 127 |
| 1988 Сеул              | Группа B          | 27 сентября 1988 | Испания 12 : 9 Греция             | 6  | 27 | 127 |
| 1988 Сеул              | Финал 5-8 места   | 30 сентября 1988 | Австралия 8 : 7 Испания           | 5  | 27 | 127 |
| 1988 Сеул              | Финал 5-8 места   | 1 октября 1988   | Испания 11 : 9 Италия             | 3  | 27 | 127 |
| 1992 Барселона Серебро | Группа B          | 1 августа 1992   | Испания 12 : 6 Нидерланды         | 4  | 22 | 127 |
| 1992 Барселона Серебро | Группа B          | 2 августа 1992   | Испания 11 : 6 Греция             | 3  | 22 | 127 |
| 1992 Барселона Серебро | Группа B          | 3 августа 1992   | Испания 8 : 5 Венгрия             | 3  | 22 | 127 |
| 1992 Барселона Серебро | Группа B          | 5 августа 1992   | Италия 9 : 9 Испания              | 4  | 22 | 127 |
| 1992 Барселона Серебро | Группа B          | 6 августа 1992   | Испания 12 : 10 Куба              | 5  | 22 | 127 |
| 1992 Барселона Серебро | Полуфинал         | 8 августа 1992   | Испания 6 : 4 США                 | 0  | 22 | 127 |
| 1992 Барселона Серебро | Финал             | 9 августа 1992   | Италия 9 : 8 Испания              | 3  | 22 | 127 |
| 1996 Атланта Золото    | Группа A          | 20 июля 1996     | Испания 9 : 3 Германия            | 1  | 13 | 127 |
| 1996 Атланта Золото    | Группа A          | 21 июля 1996     | Испания 8 : 7 Нидерланды          | 3  | 13 | 127 |
| 1996 Атланта Золото    | Группа A          | 22 июля 1996     | Сербия и Черногория 9 : 7 Испания | 2  | 13 | 127 |
| 1996 Атланта Золото    | Группа A          | 23 июля 1996     | Венгрия 8 : 7 Испания             | 2  | 13 | 127 |
| 1996 Атланта Золото    | Группа A          | 24 июля 1996     | Испания 8 : 6 Россия              | 0  | 13 | 127 |
| 1996 Атланта Золото    | Четвертьфинал     | 26 июля 1996     | Испания 5 : 4 США                 | 2  | 13 | 127 |
| 1996 Атланта Золото    | Полуфинал         | 27 июля 1996     | Испания 7 : 6 Венгрия             | 0  | 13 | 127 |
| 1996 Атланта Золото    | Финал             | 28 июля 1996     | Испания 7 : 5 Хорватия            | 3  | 13 | 127 |
| 2000 Сидней            | Группа A          | 23 сентября 2000 | Испания 8 : 7 Казахстан           | 3  | 10 | 127 |
| 2000 Сидней            | Группа A          | 24 сентября 2000 | Испания 7 : 6 Словакия            | 0  | 10 | 127 |
| 2000 Сидней            | Группа A          | 25 сентября 2000 | Италия 6 : 5 Испания              | 1  | 10 | 127 |
| 2000 Сидней            | Группа A          | 26 сентября 2000 | Россия 8 : 5 Испания              | 0  | 10 | 127 |
| 2000 Сидней            | Группа A          | 27 сентября 2000 | Испания 7 : 7 Австралия           | 2  | 10 | 127 |
| 2000 Сидней            | Четвертьфинал     | 29 сентября 2000 | Испания 9 : 8 Хорватия            | 2  | 10 | 127 |
| 2000 Сидней            | Полуфинал         | 30 сентября 2000 | Россия 8 : 7 Испания              | 0  | 10 | 127 |
| 2000 Сидней            | Матч за 3-е место | 1 октября 2000   | Сербия и Черногория 8 : 3 Испания | 2  | 10 | 127 |